# Паскуале Маццоккі
Паскуале Маццоккі (італ. Pasquale Mazzocchi, нар. 27 липня 1995, Неаполь) — італійський футболіст, правий захисник клубу «Наполі» і національної збірної Італії.

## Клубна кар'єра
Народився 27 липня 1995 року в Неаполі. Вихованець юнацьких команд футбольних клубів «Беневенто» та «Верона».
У дорослому футболі починав грати у 2014–2016 роках на умовах оренди за нижчолігові «Белларію» та «Про П'яченцу», а також на правах повноцінного контракту за  «Ріміні».
На початку 2016 року приєднався до лав «Парми», у складі якого протягом двох років підвищився у класі із четвертого до другого італійського дивізіону. Тож 2017 року дебютував в іграх Серії B, протягом наступних років грав на тому ж рівні також за «Перуджу» та «Венецію». Влітку 2021 року здобув із останньою підвищення в класі до Серії A і  першу половину сезону 2021/22 відіграв за венеційців уже у найвищому дивізіоні країни.
На початку 2022 року на умовах оренди із подальшим обов'язковим викупом перебрався до «Салернітани», також представника Серії A, де став основним виконавцем на правому фланзі захисту.
В 2024 році на початку зимового трансферного вікна перейшов до «Наполі».

## Виступи за збірну
26 вересня 2022 року дебютував в офіційних матчах у складі національної збірної Італії, вийшовши на заміну наприкінці гри Ліги націй УЄФА проти угорців.
| Дата      | Місто    | Господарі | Результат | Гості  | Турнір                               | Голи | Примітки |
| --------- | -------- | --------- | --------- | ------ | ------------------------------------ | ---- | -------- |
| 26-9-2022 | Будапешт | Угорщина  | 0 – 2     | Італія | Ліга націй УЄФА 2022-2023 - 1-й етап | -    | 90'      |
| Усього    |          | Матчів    | 1         |        | Голів                                | 0    |          |

## Титули і досягнення
- Чемпіон Італії (1):

«Наполі»: 2024–25